# 划船

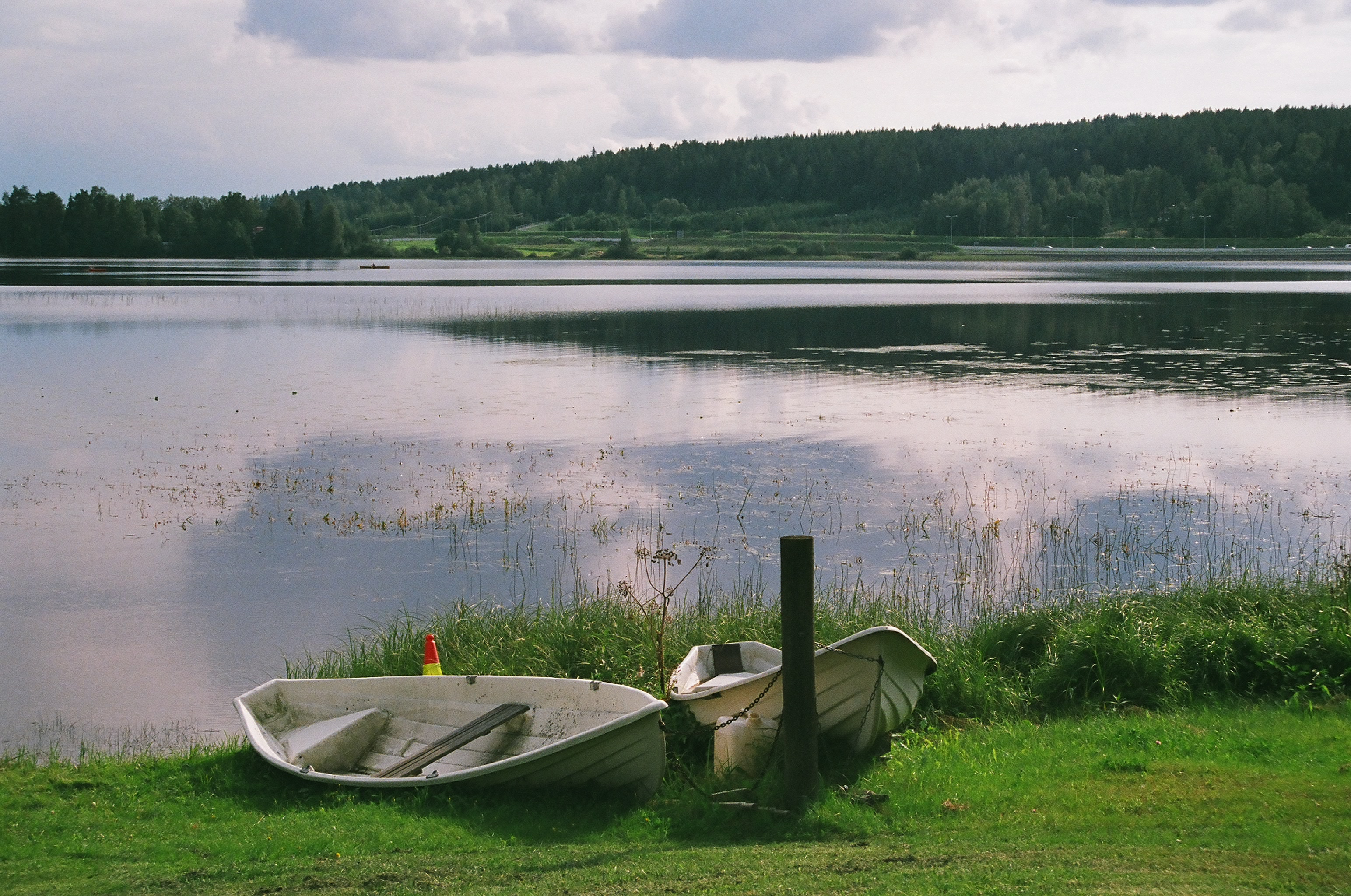
典型的芬兰人手划船，位于于韦斯屈莱Palokkajärvi岸边。

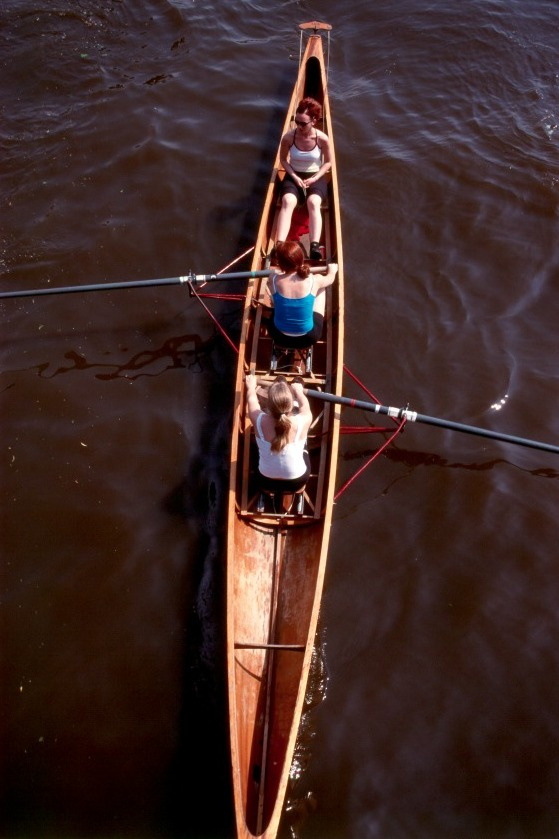
一个学生赛艇俱乐部在阿姆斯特尔河中划船。

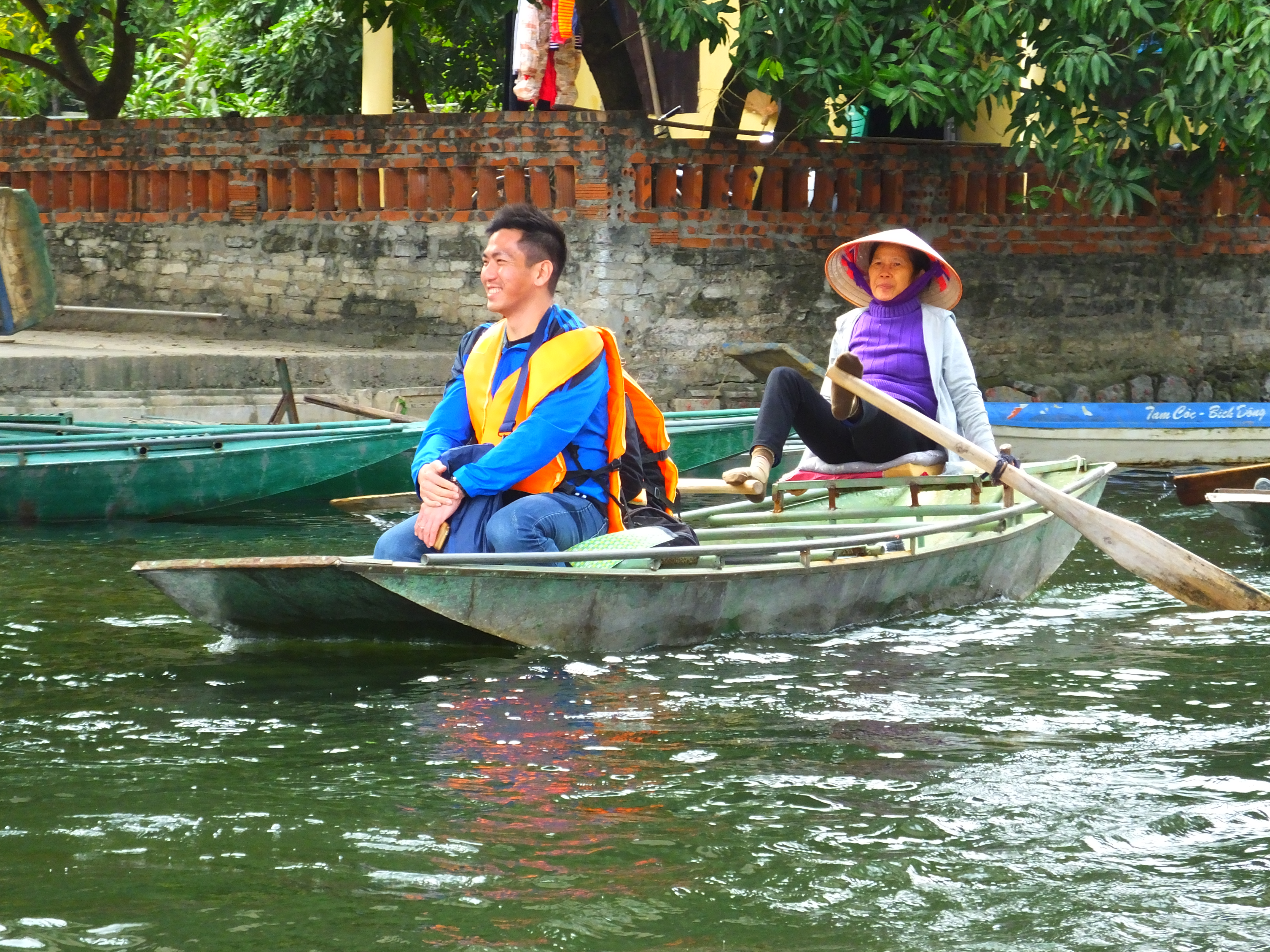
越南北部宁平省，妇女在用脚划舢舨。

划船是一项依靠桨在水中运动从而推动船只的活动，它通过划水来推动船只前进。其中的桨可以是通过机械连接在船上的，或者是手持的（没有与船的机械连接）。
本条目涉及的是更广泛的划船活动，例如用于休闲和运输，而不仅是赛艇运动。赛艇是一项专业的竞速运动，对使用的器械有严格的规定，同时对技术的要求也较高。

## 历史

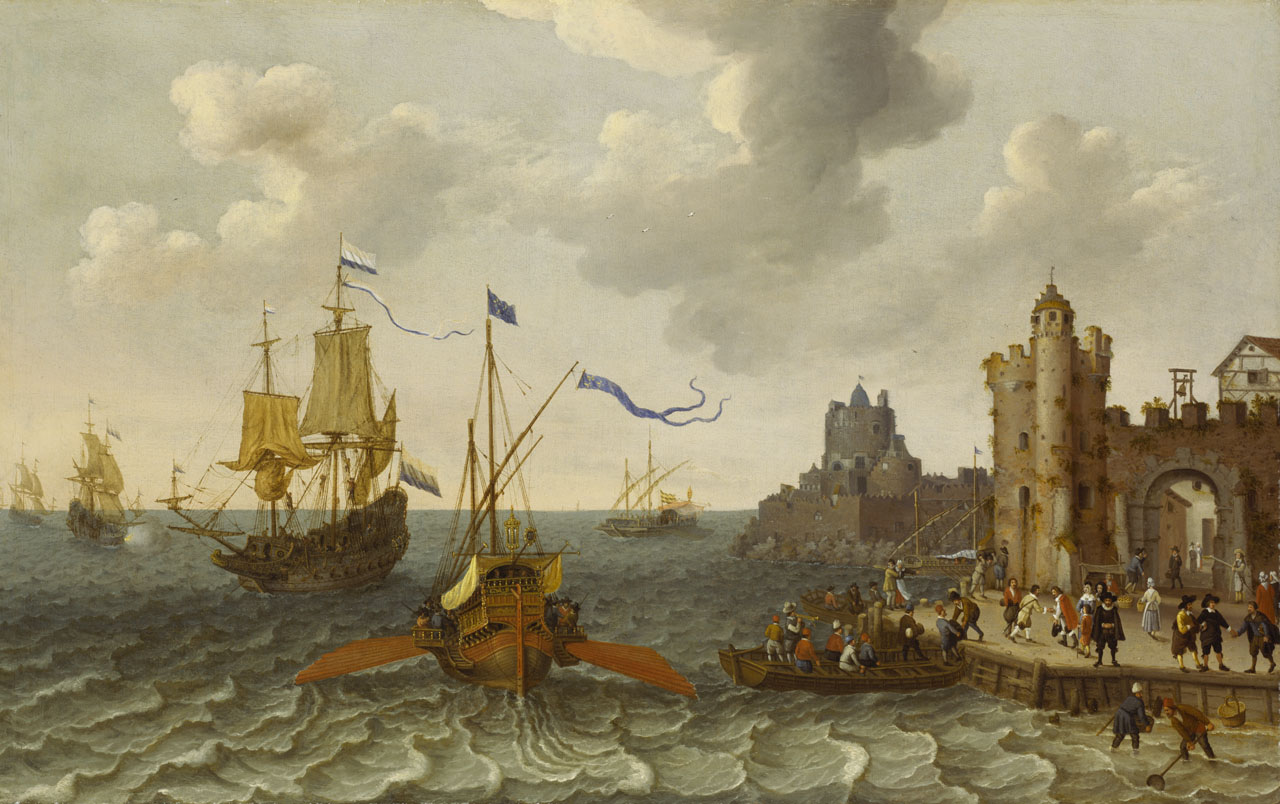
法国桨帆船和荷兰军舰离开码头

在古代，所有主要的古代文明都曾使用划船来进行交通、商业和战争。它被认为是在战争与和平中推进文明的一种方式。

### 划船的发展

#### 古埃及
划船出现的历史已不可考，但与我们今天一样的方式使用桨，则可追溯到古埃及。至于是埃及自己发明的，还是他们通过贸易从美索不达米亚引进的，不得而知。然而在一个可追溯到公元前18-19世纪的墓中，考古学家发现了一个划船的模型。
从埃及古典时代开始，手划的船，尤其是桨帆船，就在地中海被广泛用于海战和贸易。桨帆船比帆船更具优势：它们更容易操作，具有短时的速度爆发力，并且没有风也能够移动。

#### 古希腊
在桨帆船的古典时代，希腊人统治着地中海，而雅典人统治着其他希腊人。他们使用数千名底层人民作为舰队中的桨手。经典的三列桨座战船使用170名桨手；后来的桨帆船，船员规模更加庞大。三列桨座战船的桨手使用皮垫在座位上滑动，以便借助他们的腿部力量，类似于现代桨手使用的滑动座位。桨帆船通常有桅杆和帆，但在战斗之前会将它们降下。如果可能的话，希腊舰队甚至会将他们的帆和桅杆留在岸上，以减轻不必要的重量。

#### 北欧
划船时将船桨铰接在船上，大概在公元前500年至公元元年才传入北欧。罗马人征服北高卢，可能加快了这一进程。但在公元500至1100年间，帆船与划船的结合在北欧的贸易和战争中占据了主导地位，这一时期后来被称为维京时代。
直到蒸汽船出现之后，桨帆船才从地中海消失。

### 参与战争
在古代世界，划船也被用于战争。海战的胜者将是那些比对手更具机动性的人。由于希腊人和雅典人开发了三列桨座战船，每艘船有170名桨手，因此他们能以极快的速度击败他们的敌舰。

## 划船系统的类型
某些地区流行面向后的划船系统。而在其它地区，则流行面向前的系统，尤其是在拥挤的地区，例如意大利的威尼斯，以及亚洲和印度尼西亚的河流和港口。这不是严格意义上的“非此即彼”，因为在不同情况下，既能够面向前划，又能够面向后划，这样更实用。目前由于对健康方面的考虑，开发了一些新的机械系统，有一些(例如Rantilla划船的方法)与过去的传统划船系统非常不同。

### 面向后的系统
这可能是欧洲和北美使用的最古老的系统。通常，桨手坐在船上，拉动一只或两只桨，使船在水中前进。桨以枢轴点（牢固地附着在船上）为支点。桨手通过脚来施加动力。在传统的划船技艺中，桨的枢轴点通常位于船舷上。实际上，把持桨的配件可以简单到只有一个或两个销子（或Thole Pin）或一个金属桨扣。在竞赛划船的工艺中，桨扣通常安装在外伸的“桨架”上，以便能使用更长的力臂来增加动力。
“划桨”是指坐着的桨手拉动连在船上的两只桨或橹，从而使船向桨手背对的方向移动。在一些多座位的船上，坐着的桨手每人只拉动一只“单桨”（通常是用双手）。由舵手来指挥桨手的船被称为双人/四人/八人“有舵手”。有时会使用滑动座垫，以便桨手能够使用腿部肌肉，从而大大增加可用的动力。滑动座垫的替代品称为“滑动桨架”，它的坐垫是固定的，而桨架是滑动的，由桨手来蹬动。但在意大利使用的双体船莫斯科尼（moscone）上，桨手要站起来，并利用他的体重来增加划船的力量。

### 面向前的系统
“铰接式”或“面向船首”的桨有两只桨，并使用机械传动将桨叶的方向反转，从而使得坐着的桨手可以面向前，且采用拉的动作来划船。如果船并没有被设计为向前动作，而使用常规船桨和推的动作来实现面向前划船，则称为“推式划船”，桨手可以是坐着的，也可以是站着的。这是在狭窄的水道或繁忙的港口进行操作的便捷方法。向前划桨的“Rantilla”系统使用“安装在舷内的桨扣”，而不是反向传动装置，来实现拉桨且船向前运动。

### 其它系统
另一种系统（也被称为“划桨”）仅从船尾伸出一只桨，像鱼尾一样在水下来回摆动，比如中国的橹，它甚至可以推动很大的船。
在越南北部的宁平省，舢板是用脚来划动的。

## 威尼斯式划船

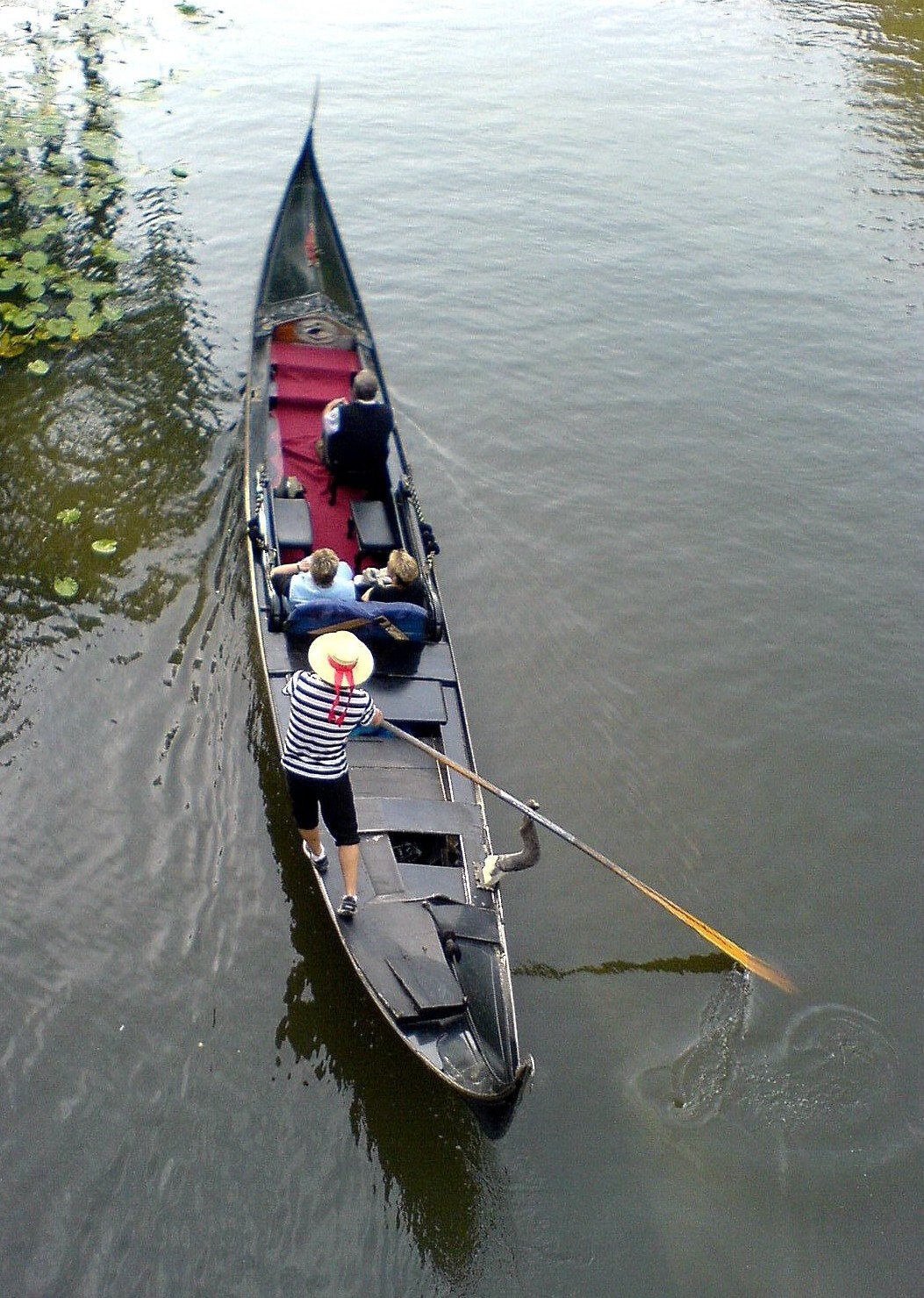
威尼斯的刚朵拉

在威尼斯，刚朵拉和其它类似的平底小船是热门的靠桨推动的交通方式，它的桨被把持在一个开口的木质桨扣中，称为fórcola。Voga alla Veneta划船技术与赛艇的风格相当不同，因为桨手是面朝前的，而且以站立姿势。这使得该船的操纵非常迅速和灵活——这在狭小而繁忙的威尼斯运河中非常有用。也举办过使用威尼斯划船技术的竞渡，可能会使用刚朵拉，也可能会使用其它类型的船只。
威尼斯式划船又可以分为三种类型，它们有些许的不同。第一种每艘船只有一名桨手，其站在船尾附近，因此桨也可以作为舵来使用。第二种有一两名桨手，每人有两只交叉的桨（称为la valesàna）。第三种有两名以上桨手，交替站在船两侧。

## 设计要素
手划船的经典形状是通过几百年的经验和教训才演化出来的良好形态。需要考虑的要素包括水线长度、速度、承载能力、稳定性、风阻、重量、适航性、成本、水线宽度、船尾宽度，以及姿态。设计细节是综合考虑各个选择要素之后的折中。

### 宽度和高度
如果水线宽度太窄，船就会容易晃动，从而使乘员有摔倒的危险；如果水线宽度太宽，就会降低船速，水的阻力也会更大。
水线宽度很重要。如果桨扣彼此靠得太近，则桨就会难以使用；如果桨扣彼此离得太远，那么船就会太大，就会降低划桨效率，桨手也会很费劲。有时在静水中又窄又快的手划船上，会使用桨架来增加桨扣之间的距离。
如果干舷（船舷高出水线的高度）太高，则风阻就会太大，因此船就会被风阻滞，桨手就不能在大风中控制船。如果干舷太低，浪就会将水灌入船中。如果船是为单人设计的，那么只有一个划船位是必需的。如果桨手要在船尾携带一名乘客，那么船尾就会太沉，导致姿态不正确。

### 长度
手划船应该有多长，是影响船速的两个因素之间的折衷。如果船太短，船的最大速度就会很低。如果船太长，接触水的表面就会更多，就会有更多的摩擦。因此，推荐长度应在16到18英尺之间。如果船比这个长度更长，船就会因风（作为相反的力）而变得更沉。

### 重量
为了良好的宽度和高度以确保手划船的平衡，可以在船首增加重量，此外，船也可以在更前面提供第二划船位，以达到此目的。
手划船的重量会带来一些优缺点。如果船非常轻，当桨一结束划水，船就会立刻开始减速。相比之下，较重的船就会继续前进。
大多数现代风格的手划船都比传统风格的要轻得多。

### 性能
龙骨或摇杆中的弹簧会影响手划船的性能。更长更细的赛艇，摇杆更少，摇杆的尺寸大约7.6 cm（3英寸）。短的2.4-（8英尺）小船的摇杆有15—18（6—7英寸）。在静水中，摇杆较少的船更容易划，也更快。但在有浪的情况下，13—15 cm（5—6英寸）的摇杆更适于船的航行——它们会被浪抬起，而不是穿过浪。摇杆较多的船更容易改变方向，而直龙骨的船走直线很容易，但转弯不便。船舷高、船尾细的船，如dories，容易受风的影响。它们的姿态可以通过绳子上装水的塑料容器来改变，绳子可以根据需要移动到船首或船尾。长距离的桨手可以稳定地保持每分钟划20次的频率，而合适的运动员在短距离赛艇上每分钟可以划32-36次。桨手只能在短时间内保持每分钟划桨40次。较窄长的赛艇速度可以达到7節（13 km/h；8.1 mph），但大多数4.3米（14英尺）手划船的速度只能达到3—4節（5.6—7.4 km/h；3.5—4.6 mph）。

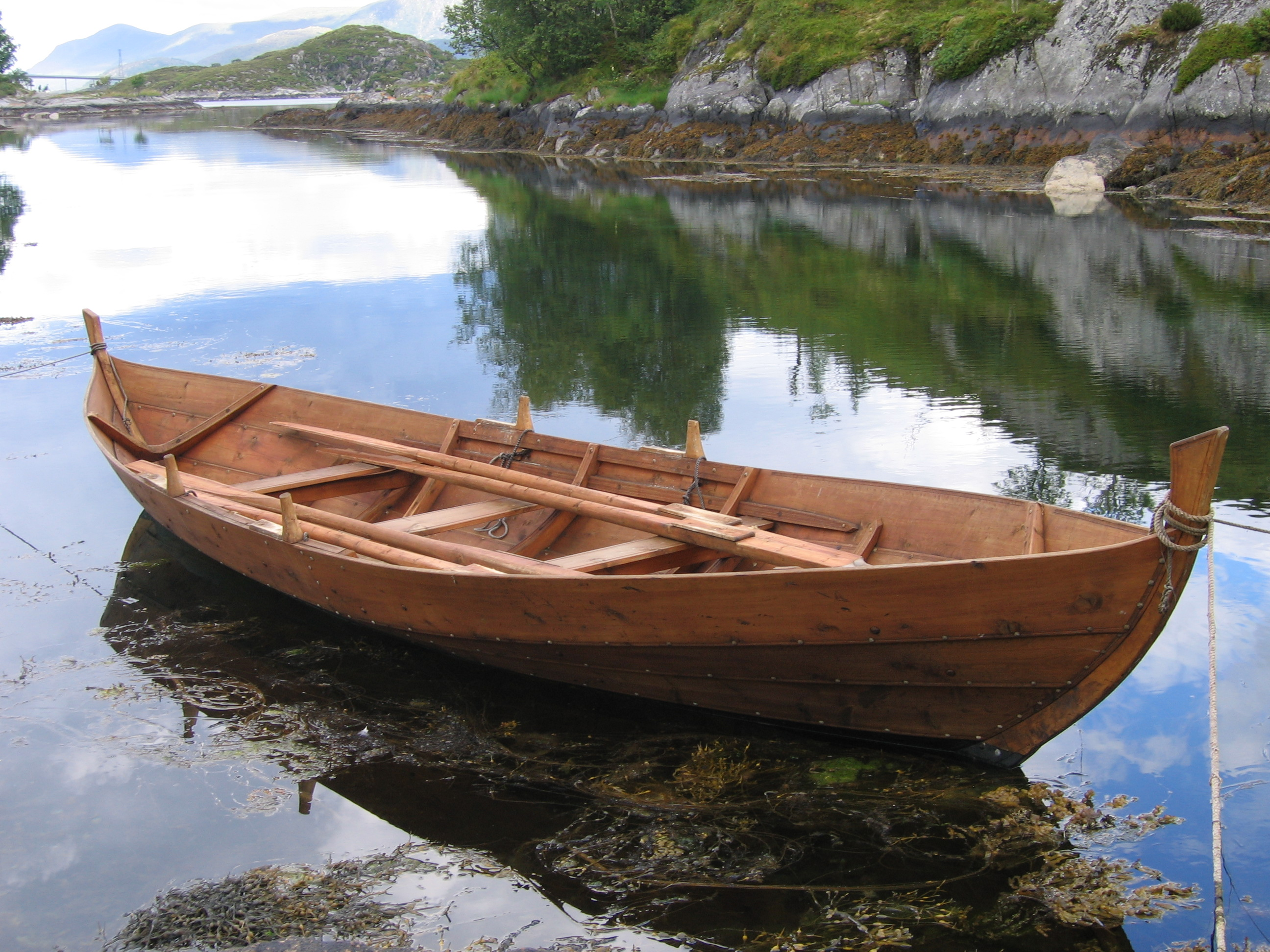
Sunnmørsfæring，一种挪威四桨手划船，位于孙墨尔地区（挪威默勒-鲁姆斯达尔郡海略的海略海岸博物馆）

以前的很多手划船的船尾都完全是平的，而非尖的；乍一看，这应该是不好的设计，因为它们看起来比较慢。然而，平尾的手划船在水里会被水抬高，而尖尾船则会向下犁开水面，因此需要在速度和适航性因素之间做出折衷。这种手划船的设计旨在承受更大的载荷，平尾的排水量更大。与现代船相比，以前的船往往在结构上重量更大。设计用作短途接驳的船会倾向于较短，而用作在河中长途旅行的艇则可能长而窄。

## 桨
随着时间的推移，桨和桨叶的设计都发生了显著的变化。通常，桨在桨扣以内的部分保持了同样的长度，而以外的部分则变短了。桨的长度既影响桨手需要投入的能量，也影响船的性能，尤其是速度。
短桨划水频率更高，但行程更短。短桨更易于在狭窄的小溪或拥挤的锚地使用。如果小船载满了乘客，以至于限制了桨的摆动，这就显得非常重要了。当满载的船在波涛汹涌的水域中行驶时，短而快的行程可防止船首没入水中。长桨的行程则更长，而频率更慢，这种状态更易于长距离维持。设计师可以将桨的长度与船上放桨的空间相匹配。木桨通常由轻而结实的木材制成，例如冷杉或岑树。桨叶可以是平的，作一般用途；也可以是勺子状，以便推进更有力。

## 白厅划艇
这种独特、实用工艺的起源尚不清楚。然而在早些时候，建造者往往是水手或航海人员。大型和小型船舶的成功设计都发展缓慢，随着某些理想品质的实现与完善，它们很少发生变化。
有人认为白厅划艇的设计是从英格兰引进的。然而，著名航海史学家霍华德·I·切贝尔引用了已故的W·P·斯蒂芬斯（W. P. Stephens）的观点：在纽约市有一条白厅街，这就是白厅划艇最初建造的地方。切贝尔、斯蒂芬斯和其他人一致认为，该设计出现于1820年代的纽约市，首先由造船厂的学徒建造，而他们的模型在某种程度上是从以前的Gig衍生来的。